# 胡佛征
胡佛征（Hoover's sign）是一种异常的呼吸系统体征，指吸气时季肋部内收。正常人吸气时胸廓下部肋骨向前外扩张。如果吸气时肋骨内收，则胡佛征(Hoover征)阳性。双侧阳性可见于肺气肿，单侧阳性可见于一侧气胸或胸腔积液。该病征以查尔斯·富兰克林·胡佛命名。